# Луї Ежен Рой
Луї Ежен Рой (фр. Louis Eugéne Roy; 1861 — 27 жовтня 1939) — відомий гаїтянський банкір, тимчасовий президент країни 1930 року.

## Президентство
Був призначений американським генералом Джоном Расселом на пост Верховного комісара США на території Гаїті, щоб після виходу у відставку попереднього президента, Луї Борно, тимчасово виконувати обов'язки глави держави.
Упродовж президентського терміну головним обов'язком Роя було стежити за виборами нової Національної асамблеї. Луї Ежен Рой вийшов у відставку після того, як новообраний склад Національної асамблеї обрав на пост президента Гаїті колишнього мера Порт-о-Пренса, Стеніо Жозефа Вінсена.